# ラ・ヴァッレッタ・ブリアンツァ
ラ・ヴァッレッタ・ブリアンツァ（イタリア語: La Valletta Brianza）は、イタリア共和国ロンバルディア州レッコ県にある、人口約4,600人の基礎自治体（コムーネ）。
2015年1月30日にペーレゴとロヴァニャーテが合併して発足した。

## 地理

### 位置・広がり
町役場はロヴァニャーテに置かれている。

#### 隣接コムーネ
隣接するコムーネは以下の通り。LCはレッコ県、MBはモンツァ・エ・ブリアンツァ県所属。
- カステッロ・ディ・ブリアンツァ
- ミッサーリア
- モンテヴェッキア
- オルジャーテ・モルゴラ
- サンタ・マリーア・オエ
- シルトリ

### 気候分類・地震分類
気候分類では、zona E, 2555 GGに分類される。
また、イタリアの地震リスク階級 (it) では、zona 3 (sismicità bassa) に分類される。

## 行政

### 分離集落
ラ・ヴァッレッタ・ブリアンツァには、以下の分離集落（フラツィオーネ）がある。
- Albareda, Bagaggera, Barbabella, Bernaga, Biscioia, Brugolone, Casternago, Cerè, Cereda, Crescenzaga, Filatoio, Fornace Alta, Fornace Bassa, Francolino, Galbusera Bianca, Galbusera Nera, Lissolo, Malnido, Malpensata, Monte, Molino, Ospedaletto, Perego, Rovagnate (sede comunale), Sara, Spiazzo, Zerbine